# کارلو دومنیکونی
کارلو دومنیکونی (به ایتالیایی: Carlo Domeniconi) (زادهٔ فوریه ۱۹۴۷) آهنگساز و گیتاریست ایتالیایی است. اگرچه ساخته‌های وی طیف وسیعی از ژانرهای موسیقایی و سازبندی‌های متعددی را پوشش می‌دهد، ولی وی بیشتر با آثاری که برای گیتار سولو ساخته است شهرت پیدا کرده است؛ به ویژه سوییت کویون بابا. سبک دومنیکونی را می‌توان از اقتباس و تاثیرپذیری‌های چندفرهنگی وی تشخیص داد. وی در کارهایش سنت‌های ملی گوناگونی را کاوش کرده و از آنها وام گرفته است؛ از جمله موسیقی: ترکی، هندی، برزیلی و بسیاری دیگر.